# Kabinet-Gerhardsen IV
Het kabinet–Gerhardsen IV was de regering van het Koninkrijk Noorwegen van 25 september 1963 tot 12 oktober 1965. Het kabinet werd gevormd door de politieke partij Arbeiderpartiet (Ap) na het aftreden van het vorige kabinet waarna partijleider en oud-premier Einar Gerhardsen van de Arbeiderpartiet werd benoemd voor een derde termijn als premier.

## Kabinet–Gerhardsen IV (1963–1965)
| Ambtsbekleder                 | Ambtsbekleder             | Ambtsbekleder                         | Functie(s)                        | Ambtstermijn      | Ambtstermijn    | Partij(en) |
| ----------------------------- | ------------------------- | ------------------------------------- | --------------------------------- | ----------------- | --------------- | ---------- |
|                               | Einar Gerhardsen          | Einar Gerhardsen (1897–1987)          | Premier                           | 25 september 1963 | 12 oktober 1965 | Ap         |
|                               | Halvard Lange             | Halvard Lange (1902–1970)             | Minister van Buitenlandse Zaken   | 25 september 1963 | 12 oktober 1965 | Ap         |
|                               | Andreas Cappelen          | Andreas Cappelen (1915–2008)          | Minister van Financiën            | 25 september 1963 | 12 oktober 1965 | Ap         |
|                               | Oscar Christian Gundersen | Oscar Christian Gundersen (1908–1991) | Minister van Justitie             | 25 september 1963 | 12 oktober 1965 | Ap         |
|                               | Trygve Lie                | Trygve Lie (1896–1968)                | Minister van Economische Zaken    | 25 september 1963 | 20 januari 1964 | Ap         |
|                               |                           | Karl Trasti (1917–1976)               | Minister van Economische Zaken    | 20 januari 1964   | 12 oktober 1965 | Ap         |
|                               | Erik Himle                | Erik Himle (1924–2008)                | Minister van Handel               | 25 september 1963 | 20 januari 1964 | Ap         |
|                               | Trygve Lie                | Trygve Lie (1896–1968)                | Minister van Handel               | 20 januari 1964   | 12 oktober 1965 | Ap         |
|                               |                           | Gudmund Harlem (1917–1988)            | Minister van Defensie             | 25 september 1963 | 12 oktober 1965 | Ap         |
|                               | Olav Gjærevoll            | Olav Gjærevoll (1916–1994)            | Minister van Sociale Zaken        | 25 september 1963 | 12 oktober 1965 | Ap         |
|                               | Helge Sivertsen           | Helge Sivertsen (1913–1986)           | Minister van Onderwijs            | 25 september 1963 | 12 oktober 1965 | Ap         |
| Minister voor Godsdienst      | Helge Sivertsen           | Helge Sivertsen (1913–1986)           |                                   | 25 september 1963 | 12 oktober 1965 | Ap         |
|                               | Trygve Bratteli           | Trygve Bratteli (1910–1984)           | Minister van Transport            | 25 september 1963 | 20 januari 1964 | Ap         |
|                               | Erik Himle                | Erik Himle (1924–2008)                | Minister van Transport            | 20 januari 1964   | 12 oktober 1965 | Ap         |
|                               |                           | Jens Haugland (1910–1991)             | Minister van Regionale Zaken      | 25 september 1963 | 12 oktober 1965 | Ap         |
| Minister voor Arbeid          |                           | Jens Haugland (1910–1991)             |                                   | 25 september 1963 | 12 oktober 1965 | Ap         |
|                               |                           | Leif Granli (1909–1988)               | Minister van Landbouw             | 25 september 1963 | 12 oktober 1965 | Ap         |
|                               |                           | Magnus Andersen (1916–1994)           | Minister van Visserij             | 25 september 1963 | 12 oktober 1965 | Ap         |
| Ministers zonder portefeuille |                           |                                       |                                   |                   |                 |            |
| Ambtsbekleder                 | Ambtsbekleder             | Ambtsbekleder                         | Functie(s)                        | Ambtstermijn      | Ambtstermijn    | Partij(en) |
|                               |                           | Karl Trasti (1917–1976)               | Minister voor Lonen en Prijzen    | 25 september 1963 | 20 januari 1964 | Ap         |
|                               |                           | Idar Norstrand (1915–1986)            | Minister voor Lonen en Prijzen    | 20 januari 1964   | 12 oktober 1965 | Ap         |
|                               | Aase Bjerkholt            | Aase Bjerkholt (1915–2012)            | Minister voor Consumenten- beleid | 25 september 1963 | 12 oktober 1965 | Ap         |
| Minister voor Jeugd en Gezin  | Aase Bjerkholt            | Aase Bjerkholt (1915–2012)            |                                   | 25 september 1963 | 12 oktober 1965 | Ap         |

Gerhardsen I ·
Gerhardsen II ·
Torp ·
Gerhardsen III ·
Lyng ·
Gerhardsen IV ·
Borten ·
Bratteli I ·
Korvald ·
Bratteli II ·
Nordli ·
Brundtland I ·
Willoch I ·
Willoch II ·
Brundtland II ·
Syse ·
Brundtland III ·
Jagland ·
Bondevik I ·
Stoltenberg I ·
Bondevik II ·
Stoltenberg II ·
Solberg ·
Støre